# Regeringsleider van Mexico-Stad
De regeringsleider van Mexico-Stad (Spaans: Jefe de Gobierno de la Ciudad de México) is de drager van de uitvoerende macht in Mexico-Stad. een functie die gelijkwaardig is met die van gouverneur van een deelstaat. De regeringsleider van Mexico-Stad is lid van de Nationale Conferentie van Gouverneurs. Hij of zij wordt in de (internationale) pers vaak onterecht "burgemeester van Mexico-Stad" genoemd. De huidige regeringsleider is Clara Brugada van de partij Morena.
Tot 1997 werd het Federaal District Mexico-Stad geleid door de president van Mexico, die meestal een minister aanstelde die dat in zijn naam deed. Deze minister werd het Hoofd van het Departement van het Federaal District, in de volksmond regent, genoemd. Deze constructie was noodzakelijk omdat de Mexicaanse grondwet het niet mogelijk maakte dat binnen één twee machthebbers zouden wonen. Bovendien had het Federaal District minder autonomie dan de andere Staten van Mexico. Het regionale bestuur van het Federaal District moest daardoor door de nationale overheid ter hand genomen worden.
In 1993 werd de grondwet zodanig gewijzigd dat het Federaal District meer autonomie kreeg. De functie van regeringsleider van het Federaal District werd ingesteld, evenals die van het Wetgevende Assemblee van het Federaal District: een parlement. In 1997 werden voor de positie van regeringsleider de eerste verkiezingen gehouden. Cuauhtémoc Cárdenas was de eerste gekozen regeringsleider. Op 29 januari 2016 werd het Federaal District hervormd tot Mexico-Stad en kreeg de functie van de regeringsleider zijn huidige naam.
De regeringsleider wordt door de bevolking van Mexico-Stad gekozen voor een periode van zes jaar zonder mogelijkheid op herverkiezing. Tot en met 2018 waren alle regeringsleiders afkomstig van de linkse Partij van de Democratische Revolutie (PRD).

## Lijst van Regeringsleiders van het Federaal District (tot 2016) en Mexico-Stad (vanaf 2016)
| Begin termijn     | Eind termijn      | Naam                        | Partij |
| ----------------- | ----------------- | --------------------------- | ------ |
| 4 december 1997   | 29 september 1999 | Cuauhtémoc Cárdenas         | PRD    |
| 30 september 1999 | 3 december 2000   | Rosario Robles              | PRD    |
| 4 december 2000   | 7 april 2005      | Andrés Manuel López Obrador | PRD    |
| 8 april 2005      | 25 april 2005     | Alejandro Encinas           | PRD    |
| 25 april 2005     | 29 juli 2005      | Andrés Manuel López Obrador | PRD    |
| 30 juli 2005      | 3 december 2006   | Alejandro Encinas           | PRD    |
| 4 december 2006   | 4 december 2012   | Marcelo Ebrard              | PRD    |
| 5 december 2012   | 29 maart 2018     | Miguel Ángel Mancera        | PRD    |
| 29 maart 2018     | 4 december 2018   | José Ramón Amieva           | PRD    |
| 5 december 2018   | 15 juni 2023      | Claudia Sheinbaum           | Morena |
| 16 juni 2023      | 4 oktober 2024    | Marti Batres                | Morena |
| 5 oktober 2024    | -                 | Clara Brugada               | Morena |